# Знаменский (Саратовская область)
Зна́менский — посёлок в Ивантеевском районе Саратовской области, административный центр сельского поселения Знаменское муниципальное образование.
Население — 1220 (2010)

## Физико-географическая характеристика
Посёлок находится в Заволжье, на реке Сухой Иргиз (левый приток реки Малый Иргиз). Высота центра населённого пункта — 83 метра над уровнем моря. Почвы — чернозёмы южные.
Посёлок расположен примерно в 7,5 км в северо-восточном направлении от районного центра села Ивантеевка. У посёлка проходит автодорога Пугачёв — Самара. По автомобильным дорогам расстояние до районного центра составляет 8,3 км, до областного центра города Саратов — 290 км, до Самары — 130 км.

## История
Основан как центральная усадьба организованного в 1929 году совхоза «Тракторист». Первые дома строились из самана. В 1931 году из кирпича были построены клуб, несколько двухэтажных домов, гараж, магазин, контора, школа, мастерская, двухэтажная баня с прачечной, душем и парикмахерской. В 1932 году была запущена электростанция.
Первоначально совхоз «Тракторист» занимался только земледелием. С 1934 года в хозяйстве начали разводить лошадей донской породы, впоследствии появились дойные стада, отары овец, свинофермы.
В 1999 году организовано сельскохозяйственное предприятие ООО «РосТок», которое вошло в состав фирмы «Синко» (Самарская инновационная компания).
24 мая 2023 года включён в состав посёлка другой посёлок — Карьерный.

## Население
Динамика численности населения по годам:
| 2002 | 2010  |
| ---- | ----- |
| 1204 | ↗1220 |

Национальный состав
Согласно результатам переписи 2002 года русские составляли 81 % населения посёлка.